# Варваринская улица (Москва)
Варва́ринская у́лица — улица в Москве (ЗАО, районе Солнцево).

## Происхождение названия
Варваринская улица названа ещё до 1980 года в дачном посёлке Мещёрский, вошедшая в состав Москвы в 1984 году в честь находившейся в данной местности Церкви святой Варвары. Варваринская улица идёт от 6-го Дачно-Мещёрского проезда до Баковского лесопарка. Варваринская улица находится на стыке района Солнцево (ЗАО) и Одинцовского района Московской области.

## Транспорт
Общественный городской транспорт по Варваринской улице не проходит.

## Примечательные здания и сооружения

### По нечётной стороне
- по нечётной стороне примечательных зданий нет.

### По чётной стороне
- № 12, стр. 1 — Питомник МурКино.